# Salvatore Settis

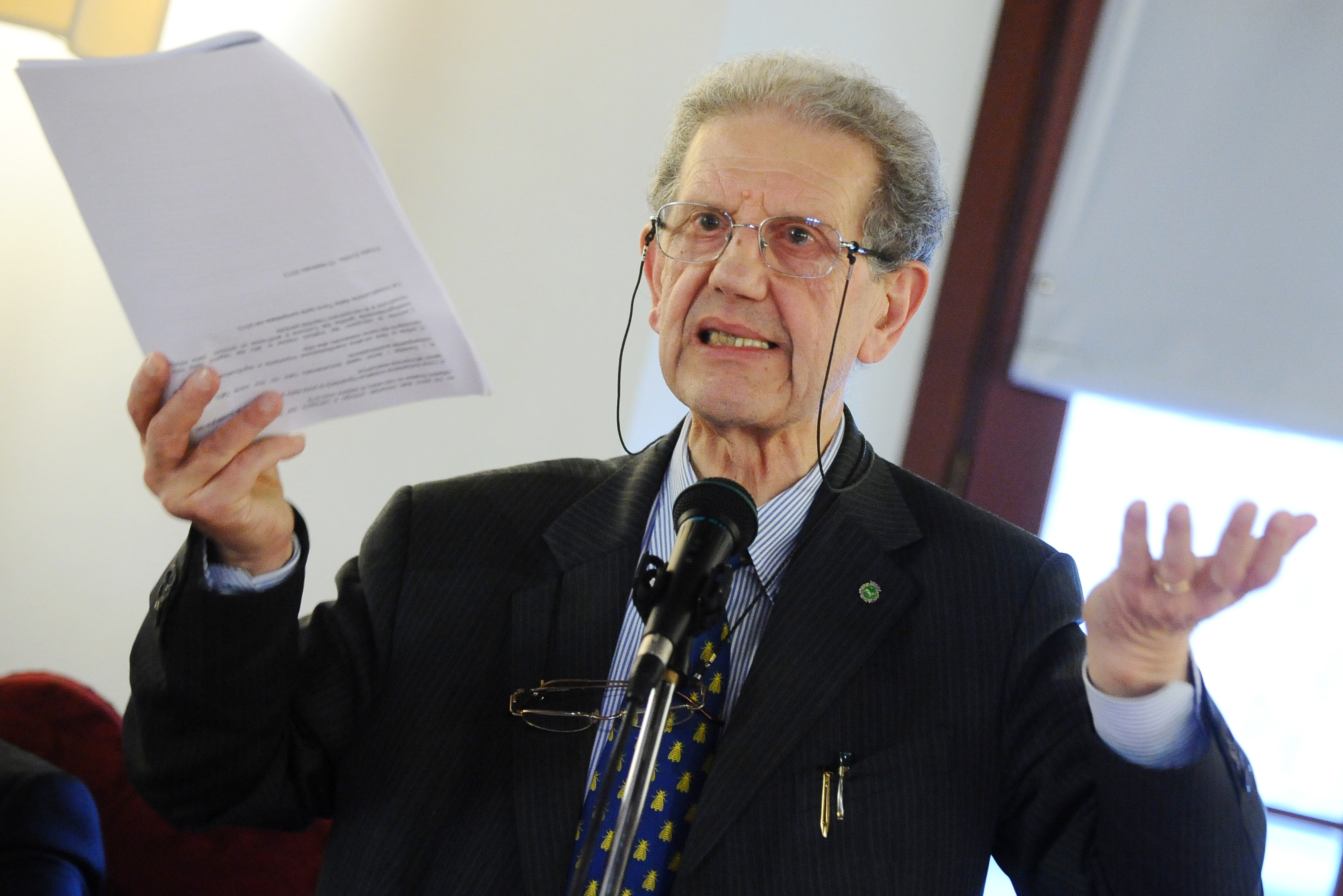
Salvatore Settis (2013)

Salvatore Settis (* 11. Juni 1941 in Rosarno, Provinz Reggio Calabria, Kalabrien) ist ein italienischer Klassischer Archäologe und Kunsthistoriker.

## Leben
Salvatore Settis studierte an der Universität Pisa und der Scuola Normale Superiore di Pisa Klassische Archäologie bei Paolo Enrico Arias, Silvio Ferri und Donato Morelli und erwarb 1963 die Laurea an der Universität Pisa, 1965 wurde er an der Scuola Normale Superiore di Pisa promoviert (Diploma di perfezionato). 1968 wurde Settis Assistent an der Universität Pisa, 1969 wurde er dort außerordentlicher Professor. Von 1976 bis 1985 lehrte Settis als ordentlicher Professor für Griechische und Römische Archäologie an der Universität Pisa. Ab 1977 lehrte er daneben als außerordentlicher Professor Geschichte der Klassischen Archäologie an der Scuola Normale Superiore di Pisa, an die er 1985 als ordentlicher Professor für Klassische Archäologie wechselte. Von 1994 bis 1999 übernahm er die Leitung des Getty Centre for History of Art and the Humanities in Los Angeles. Von 1999 bis zu seiner Emeritierung 2010 war er Direktor der Scuola Normale Superiore di Pisa.
Settis ist ein Gegner des „Ausverkaufs der Kulturgüter Italiens“ und opponierte, auch in Zeitungsartikeln wie in La Repubblica und Il Sole 24 Ore, viele Jahre lang gegen die Kulturpolitik von Silvio Berlusconi und dessen Ministern.

## Forschungen
Die Hauptforschungsgebiete von Salvatore Settis liegen in den Bereichen der griechischen und der römischen Kunst.

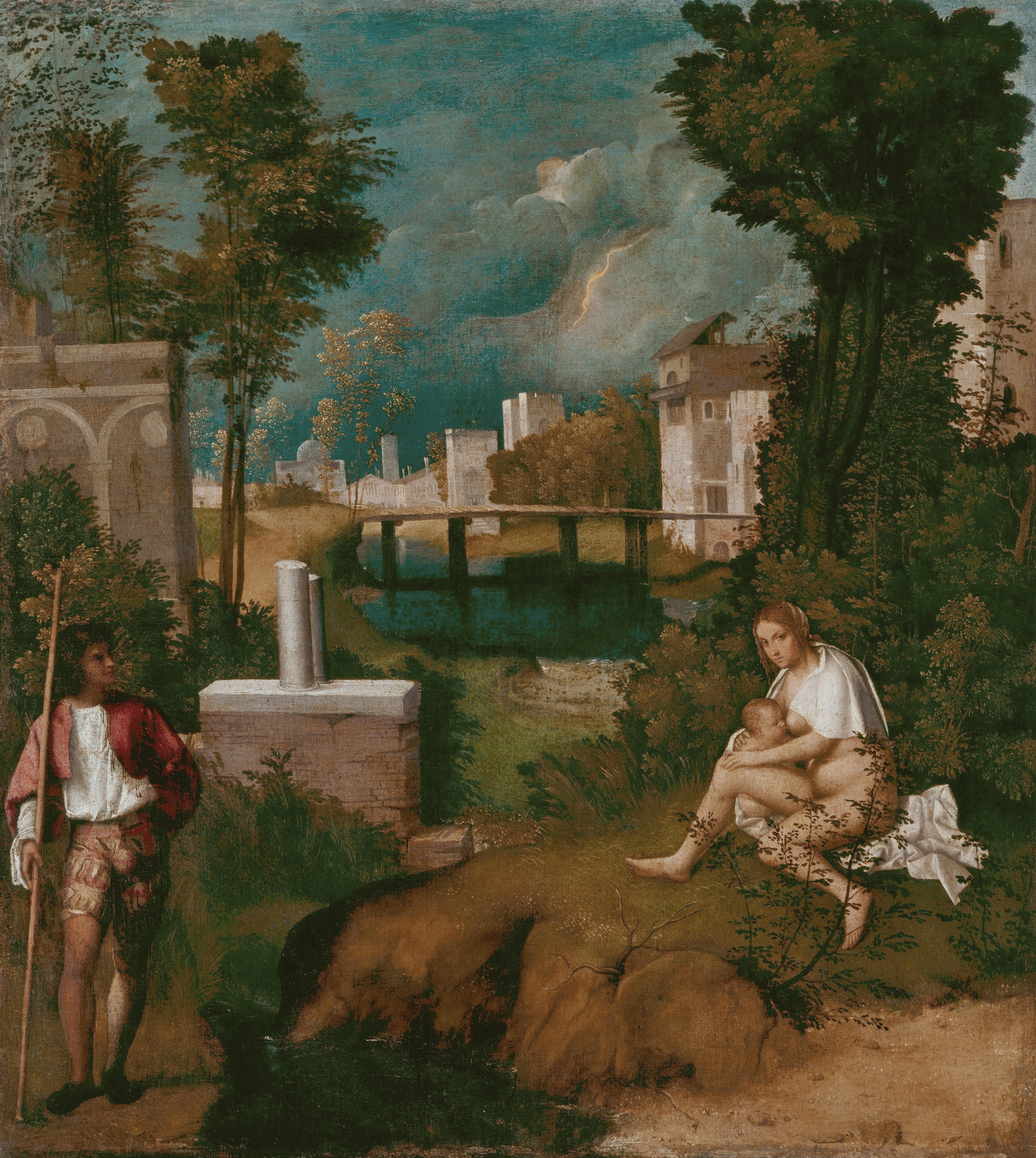
Giorgione Das Gewitter, 1505, Accademia, Venedig

Einem breiteren Publikum wurde er schon früh durch seine Untersuchungen zu dem Maler Giorgione (1478–1510) und dessen Gemälde Das Gewitter bekannt, die er im Wintersemester 1975/76 als Stipendiat der Alexander von Humboldt-Stiftung an den Instituten für Klassische Archäologie und Kunstgeschichte der Universität Bonn durchführte. Das Manuskript beendete Settis im Sommer 1976 in London am Warburg Institute. 1978, fünfhundert Jahre nach Giorgiones Geburt, folgte die Veröffentlichung bei Einaudi unter dem Titel La 'tempesta' interpretata. Giorgione: i committenti, il soggetto.
2015 zeigte die Fondazione Prada im Rahmen der von Settis kuratierten Ausstellung Serial Classic im neu eröffneten Museum der Stiftung die polychrom rekonstruierte Statue Riace B. Diese Statue wird aufgrund der Forschungen Settis’ und des deutschen Archäologen Vinzenz Brinkmann als Darstellung der mythischen Figur des Erechtheus gesehen. Die Stiftung zeigte zeitgleich in Venedig die Ausstellung antiker Plastiken Portable Classic, die gleichfalls von Settis kuratiert wurde.

## Ehrungen
Settis ist Mitglied zahlreicher Akademien und wissenschaftlicher Vereinigungen, er ist ordentliches Mitglied der Academia Europaea (1989), der American Academy of Arts and Sciences, der American Philosophical Society, der Académie Royale de Belgique, der Berlin-Brandenburgischen Akademie der Wissenschaften, der Accademia delle Scienze di Torino, der Accademia degli Euteleti in San Miniato, der Accademia di San Luca in Rom und der Accademia Toscana di Scienze e Lettere "La Colombaria" in Florenz sowie korrespondierendes Mitglied der Accademia Nazionale dei Lincei in Rom, der Académie des Inscriptions et Belles-Lettres in Paris, der Bayerischen Akademie der Wissenschaften in München, der Accademia degli Intronati in Siena, des Istituto Veneto di Scienze, Lettere e Arti in Venedig und des Deutschen Archäologischen Instituts. Er war von 2007 bis 2011 Mitglied des Wissenschaftskomitees des Europäischen Forschungsrats.
Salvatore Settis ist Träger zahlreicher Orden, so Cavaliere di Gran Croce des Ordine al merito della Repubblica italiana, Träger des Großen Verdienstkreuzes des Verdienstordens der Bundesrepublik Deutschland (2002), Kommandeur des französischen Ordre des Arts et des Lettres (2011) und Ritter der Ehrenlegion (2012).
1978 erhielt er den Premio Viareggio für La 'tempesta' interpretata. Giorgione. I committenti il soggetto.
2010/11 hatte er den "Lehrstuhl" des Museo del Prado (Cátedra del Museo Nacional del Prado) in Madrid inne.
2014 wurde Settis die Ehrendoktorwürde im Fach Architektur der Universität Reggio Calabria verliehen.

## Schriften (Auswahl)
Monografien
- Chēlonē. Saggio sul Afrodite Urania di Fida. Nistri-Lischi, Pisa 1966.
- La 'tempesta' interpretata. Giorgione: i committenti il soggetto. Einaudi, Turin 1978.
  - Deutsche Ausgabe: Giorgiones ‘Gewitter’. Auftraggeber und verborgenes Sujet eines Bildes der Renaissance. Wagenbach, Berlin 1982, ISBN 3-8031-3506-0.
    - Rezension zu 'Tempesta' von Martin Warnke.
- La colonna Traiana. Einaudi, Turin 1988, ISBN 88-06-59889-9.
- Laocoonte. Fama e stile. Donzelli, Rom 1999.
- Italia S.P.a. - L'assalto al patrimonio culturale. Einaudi, Turin 2002.
- Il Futuro del ‘classico’. Einaudi, Turin 2004.
  - Deutsche Ausgabe: Die Zukunft des Klassischen: Eine Idee im Wandel der Zeiten. Übersetzt von Friederike Hausmann. Wagenbach, Berlin 2004 ISBN 3-8031-5172-4.[5]
- Battaglie senza eroi. I beni culturali tra istituzioni e profitto. Electa, Mailand 2005.
- Iconografia dell'arte italiana 1100–1500: una linea. Einaudi, Turin 2005.
- Artemidoro. Un papiro dal I secolo al XXI. Einaudi, Turin 2008.
- La villa di Livia. Le pareti ingannevoli. Mondadori Electa, Mailand 2008.
- Artisti e committenti fra Quattrocento al Cinquecento. Einaudi, Turin 2010.
- Paesaggio Costituzione cemento. La battaglia per l'ambiente contro il degrado civile. Einaudi, Turin 2010.
- Azione Popolare. Citadini per il bene comune. Einaudi, Turin 2012, ISBN 978-88-06-21293-3.
- Se Venezia muore. Einaudi, Turin 2014.
  - Wenn Venedig stirbt: Eine Streitschrift gegen den Ausverkauf der Städte. Übersetzung Victoria Lorini. Wagenbach, Berlin 2015, ISBN 978-3-8031-3657-2.[6]
- Costituzione! Perché attuarla è meglio che cambiarla. Einaudi, Turin 2016, ISBN 978-88-06-23071-5.

Herausgeber
- Das Land der Etrusker. Von der Vorgeschichte bis ins frühe Mittelalter. Scala, Antello/Firenze und Langewiesche, Königstein 1985, ISBN 3-7845-6210-8.
- Civiltà dei Romani. Electa, Mailand 1990–1993
- I Greci. Storia, cultura, arte, società. Einaudi, Turin 1996–2002
- Memoria dell'antico nell'arte italiana. Einaudi, Turin 2005